# Volksbank Bigge-Lenne
Die Volksbank Bigge-Lenne war eine Genossenschaftsbank mit Sitz in Schmallenberg und weiteren Beratungszentren in Altenhundem, Attendorn, Bamenohl, Grevenbrück, Medebach und Winterberg. Ihr Geschäftsgebiet umfasste Teile des Hochsauerlandkreises und des Kreises Olpe. Sie ist seit 2022 Teil der Volksbank Sauerland.

## Geschichte
Die Volksbank entstand durch die Fusion bzw. Zusammenlegung der Vorgängerinstitute Volksbank Schmallenberg, Volksbank Hundem-Lenne, Volksbank Lennestadt, Volksbank Attendorn, Volksbank Winterberg, Volksbank Medebach und Volksbank Grevenbrück. 
Im Jahr 2013 beauftragten die Aufsichtsräte die Volksbank Bigge-Lenne und die Volksbank Grevenbrück, Fusionsverhandlungen aufzunehmen.
Im Mai 2014 sprachen sich die jeweiligen Versammlungen in Schmallenberg und in Lennestadt-Grevenbrück mit großer Mehrheit für die Fusion aus. Das neue Gesamtunternehmen wies eine Bilanzsumme von 1,6 Milliarden Euro auf. Die Bank mit juristischen Sitz in Schmallenberg hat den Namen Volksbank Bigge-Lenne eG behalten. Im Jahr 2022 beschlossen die Gremien der Volksbank Sauerland und der Volksbank Bigge-Lenne die Fusion unter der Firma Volksbank Sauerland.